# Manfred Böttcher (Maler)
Manfred Böttcher (* 28. Oktober 1933 in Oberdorla; † 2. Januar 2001 in Berlin) war ein deutscher Maler und Grafiker.

## Leben
Im Alter von zwölf Jahren erhielt Böttcher 1945 Malunterricht in Mühlhausen bei Heinrich Figge, der ihm zu einer humanistischen Schulausbildung riet. 1948 besuchte er die Freie Schulgemeinde Wickersdorf, die er noch vor dem Abitur verließ und studierte von 1950 bis 1955 Malerei an der Hochschule der Künste Dresden. Seine Lehrer waren dort unter anderem Wilhelm Lachnit und Heinz Lohmar. Für seine Diplomarbeit schuf er das Tafelbild Musizierende Studenten. Seine Begabung wurde früh erkannt, und nach dem Studium wurde er Meisterschüler an der Akademie der Künste bei Heinrich Ehmsen. Während dieser Zeit entstanden die „schwarzen Bilder“, die von einigen Funktionären als zu rückwärts gewandt bezeichnet und damit strikt abgelehnt wurden.

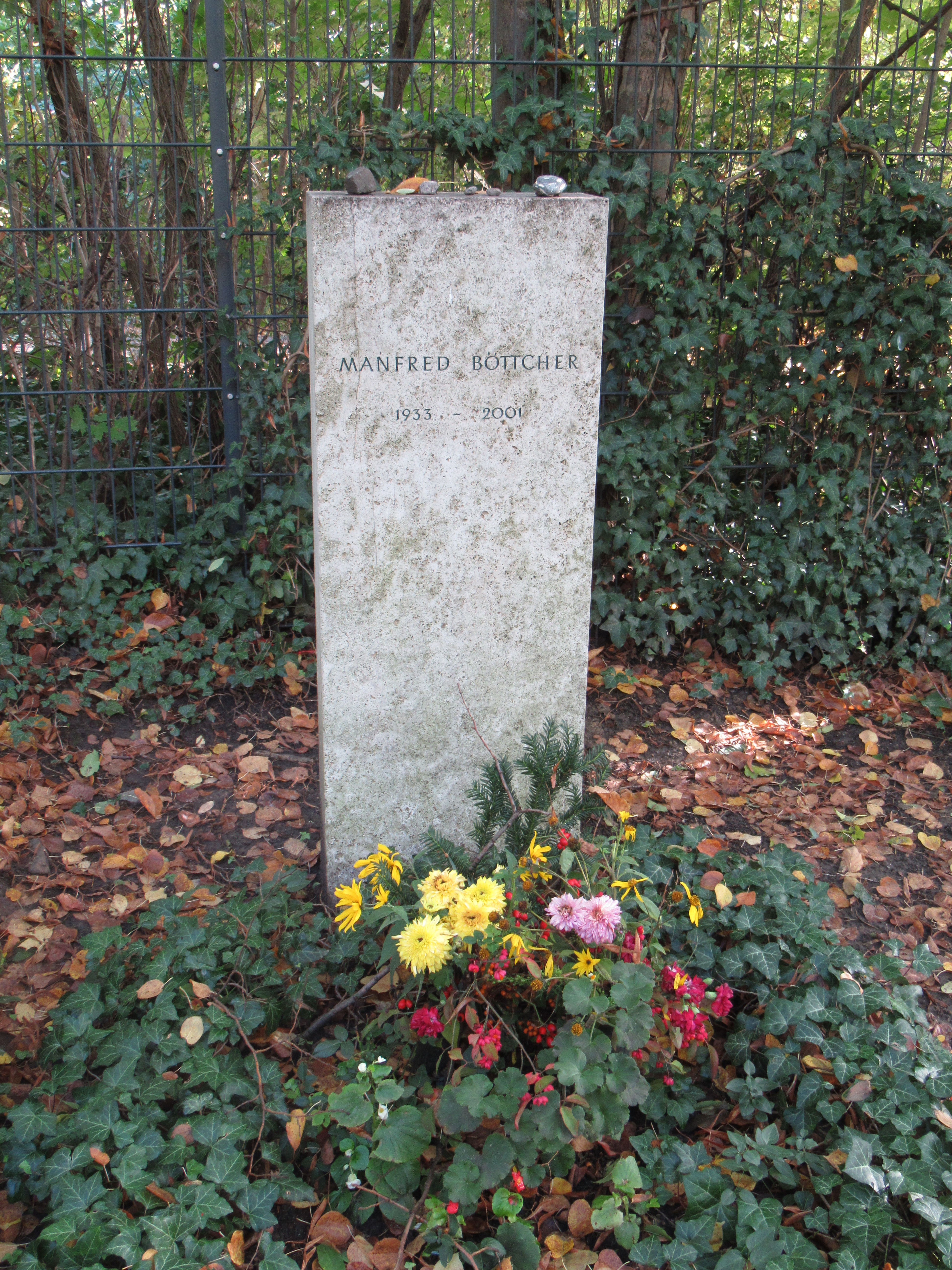
Grabstein auf dem Friedhof Berlin-Kaulsdorf

1956 beteiligte sich Böttcher erstmals an der Jahresausstellung der Akademie der Künste mit dem Gemälde Männerporträt (1985 von der Nationalgalerie Berlin angekauft). Er hatte in der DDR eine große Zahl von Einzelausstellungen und Ausstellungsbeteiligungen, u. a. von 1967 bis 1983 von der VI. Deutschen Kunstausstellung bis zur IX. Kunstausstellung der DDR in Dresden.
Nach einem mehrmonatigen Aufenthalt in Dresden kehrte er 1961 nach Berlin zurück und arbeitete dort freischaffend.
Während seiner Studienzeit in Dresden lernte er Werner Stötzer, Dieter Goltzsche und Harald Metzkes kennen, die lebenslang zu seinen Künstlerfreunden zählten.
Böttcher wurde auf dem Friedhof Berlin-Kaulsdorf beigesetzt.
Böttcher ist der ältere Bruder des Malers und Bildhauers Joachim Böttcher.

## Museen und öffentliche Sammlungen mit Werken Böttchers (unvollständig)
- Berlin: Neue Nationalgalerie[3]
- Berlin: Berlinische Galerie[4]
- Berlin: Kunstsammlung des Bundestages[5]
- Berlin: Kunstsammlung Pankow[6]

## Weitere Werkbeispiele
- Fischstand in der Markthalle (Öl auf Leinwand, 1964)[7]
- Frühstück im Atelier (1966, Öl auf Leinwand; auf der VI. Deutschen Kunstausstellung)[8]
- Badende an der Spree (1968, Öl auf Leinwand; auf der VII. Deutschen Kunstausstellung)[9]
- Fischerstrand (1970, Öl auf Leinwand; auf der VII. Deutschen Kunstausstellung)[10]
- Strand mit Buhnen (1975, Öl, 90 × 120 cm; Auftrag für den Palast der Republik)[11]
- Schweriner Parklandschaft (1977, Öl auf Leinwand; auf der VIII. Deutschen Kunstausstellung)[12]

## Einzelausstellungen (unvollständig)
- 1964: Berlin-Weißensee, Kunstkabinett am Institut für Lehrerweiterbildung
- 1966: Berlin-Friedrichshain, Galerie im Turm
- 1971: Leipzig, Galerie „Wort und Werk“
- 1973: Magdeburg, Klubgalerie
- 1977: Berlin, Galerie am Prater
- 1983: Berlin, Galerie Mitte
- 1986: Rostock, Heinrich-Mann-Club
- 1988: Berlin, Galerie im Alten Museum
- 1992: Berlin, Akademie der Künste
- 1996: Berlin, Galerie Leo.Coppi
- 2001: Berlin Galerie Parterre
- 2003: Berlin, Galerie Ingeborg Vagt

## Ehrungen
- 1978: Goethepreis der Stadt Berlin
- 1984: Käthe-Kollwitz-Preis